# Apamea inversa
Apamea inversa là một loài bướm đêm trong họ Noctuidae.